# 15-я византийская малая хроника
15-я византийская малая хроника — т.н. императорская хроника, называющая византийских императоров, даты их правления  и сообщающая об отдельных связанных с ними событиями истории Византии. Названа по изданию П. Шрайнера, где эта хроника приведена под номером 15. Сохранилась в рукописи кон. XV в. Содержит 23 раздела, охватывающих период с Константина VII Багрянородного до Алексея I Комнина.  

## Издания
1. P. Schreiner. Die byzantinischen kleinchroniken. V. 1. Wien, 1975, p. 156-162.

## Переводы на русский язык
- 15-я византийская малая хроника в переводе А. С. Досаева